# 利普斯克

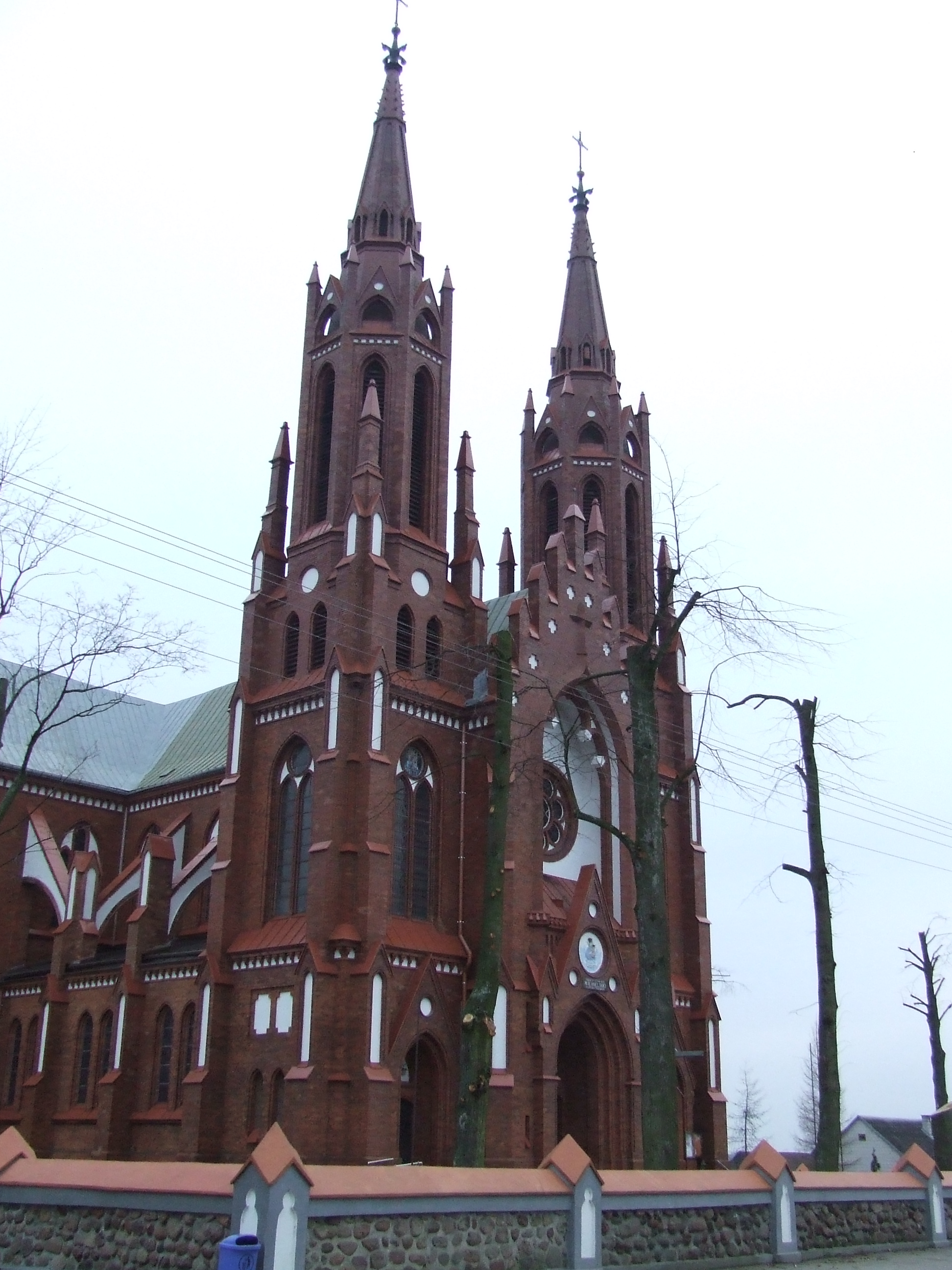

利普斯克是波蘭的城鎮，位於該國東北部，距離蘇瓦烏基約50公里，毗鄰與白俄羅斯接壤的邊境，由波德拉謝省負責管轄，面積4.97平方公里，2006年人口2,498。
53°44′N 23°24′E / 53.733°N 23.400°E